# Berihu Aregawi
Berihu Aregawi Teklehaimanot (* 28. Februar 2001 in Atsbi Wenberta, Tigray) ist ein äthiopischer Leichtathlet, der sich auf den Langstreckenlauf spezialisiert hat. 2023 wurde er Vizeweltmeister im Crosslauf. Ein Jahr später gewann er bei den Olympischen Sommerspielen in Paris die Silbermedaille im 10.000-Meter-Lauf.

## Leben
Berihu Aregwai stammt aus dem Norden Äthiopiens gelegenen Region Tigray. Er wuchs er mit fünf jüngeren Schwestern und einem jüngeren Bruder auf. In seiner Heimat nahm er zunächst an lokalen Laufwettbewerben teil, bevor es ihn in die Hauptstadt Addis Abeba verschlug. Zu seinen sportlichen Vorbildern zählen seine Landsleute Haile Gebrselassie, Kenenisa Bekele sowie Hagos Gebrhiwet, der wie Aregawi aus der Tigray-Region stammt. Im Nationalteam wurde Gebrhiwet bald sein Trainingspartner. Nach seiner erfolgreichen Teilnahme an den U20-Weltmeisterschaften 2018 unterschrieb er seinen ersten Sponsorenvertrag.

## Sportliche Laufbahn
Berihu Aregawi sammelte im Jahr 2018 erste internationale Wettkampferfahrung auf der Langstrecke. Im Mai gewann er zunächst über 10.000 Meter bei den Äthiopischen U20-Meisterschaften. Zwei Monate später trat er über die gleiche Distanz bei den U20-Weltmeisterschaften im finnischen Tampere an. Mit persönlicher Bestzeit von 27:48,41 min konnte er in dem Wettkampf die Bronzemedaille gewinnen. Zwei Wochen später triumphierte er auf der 3000-Meter-Distanz bei den Junioren-Afrikaspielen in Algerien. Einen Monat später verbesserte er sich auf dieser Distanz um mehr als acht Sekunden bis auf 7:42,12 min. Im Oktober trat er schließlich bei den Olympischen Jugendspielen in Buenos Aires an. Der Wettkampf setzte sich aus zwei Teilen zusammen, wobei zunächst ein 3000-Meter-Lauf und anschließend ein Crosslauf über die Distanz von 4000 Metern zu absolvieren war. Nachdem Aregawi beide Teildisziplinen jeweils als Zweitschnellster absolviert hatte, gewann er schließlich die Silbermedaille. Im Dezember 2020 verbesserte sich Aregawi auf eine Bestzeit von 13:08,91 min über 5000 Meter. Anfang April 2021 wurde er zum ersten Mal Äthiopischer Meister auf der 10.000-Meter-Distanz. Zwei Monate später lief er auf dieser Distanz bei den äthiopischen Ausscheidungswettkämpfen für die Olympischen Sommerspiele in Tokio eine Zeit von 26:50,37 min, womit er sich auf dem 32. Platz der Allzeitbestenliste einreihte. Durch seinen dritten Platz sicherte er sich das letzte äthiopische Ticket, um über 10.000 Meter in Tokio an den Start zu gehen. In einem taktisch geprägten Rennen verpasste er mit einer Zeit von 27:46,16 min nur äußerst knapp die Medaillenränge, die sein Landsmann Selemon Barega sowie zwei Athleten aus Uganda belegten. Anfang September gewann er in Zürich zum Abschluss der Diamond-League-Saison das 5000-Meter-Rennen und verbesserte sich dabei auf eine Zeit von 12:58,65 min. Am letzten Tag des Jahres gelang ihm beim Silvesterlauf in Barcelona mit 12:49 min ein neuer Weltrekord über die 5 km auf der Straße.
Im Januar 2022 lief Aregawi beim Hallenwettkampfmeeting in Karlsruhe eine Zeit von 7:26,20 min über 3000 Meter, wodurch er zum fünftschnellsten Läufer aller Zeiten über diese Distanz wurde. Später im März trat er bei den Hallenweltmeisterschaften in Belgrad an, bei denen er als einer der Favoriten angesehen wurde. Er startete im dritten von drei Vorläufen, verpasste als Sechster seines Laufes allerdings den Einzug in das Finale. Beim Prefontaine-Classic-Meeting 2022 in Eugene lief Aregawi über 5000 Meter in 12:50,05 min auf den ersten Platz und gewann das Rennen mit mehr als 15 Sekunden Vorsprung. Am selben Ort trat er im Juli zu seinen ersten Weltmeisterschaften an. Dort lief er die 10.000 Meter in 27:31,00 min, womit er den siebten Platz belegte.
Im Februar 2022 gewann Aregawi die Silbermedaille bei den Crosslauf-Weltmeisterschaften im australischen Bathurst. Anfang März lief er im 10-km-Straßenlauf im spanischen Laredo in 26:33 min die bis dahin zweitschnellste jemals über diese Distanz gelaufene Zeit. Später im August trat er bei den Weltmeisterschaften in Budapest an. Über 10.000 Meer verpasste er als Vierter knapp eine Medaille, erreichte dennoch sein bislang bestes WM-Resultat. Ein paar Tage später trat er auch über die 5000 Meter an, bei denen er im Finale als Achtplatzierter das Ziel erreichte.
Im August 2024 trat Aregawi bei den Olympischen Spielen von Paris erneut über die 10.000 Meter. Dort gewann er mit 26:43,44 min als Zweiter seine erste Olympiamedaille.
2025 wurde Aregawi bei den Hallenweltmeisterschaften in Nanjing hinter Jakob Ingebrigtsen Zweiter über die 3000 Meter.

## Wichtige Wettbewerbe
| Jahr                  | Veranstaltung                 | Ort                   | Platz                 | Disziplin                 | Zeit                  |
| Startet für Äthiopien | Startet für Äthiopien         | Startet für Äthiopien | Startet für Äthiopien | Startet für Äthiopien     | Startet für Äthiopien |
| --------------------- | ----------------------------- | --------------------- | --------------------- | ------------------------- | --------------------- |
| 2018                  | U20-Weltmeisterschaften       | Tampere               | 3.                    | 10.000 m                  | 27:48,41 min          |
| 2018                  | U20-Afrikaspiele              | Algier                | 1.                    | 3000 m                    | 7:50,98 min           |
| 2018                  | Olympische Jugendspiele       | Buenos Aires          | 2.                    | 3000 m Crosslauf (4000 m) | 8:09,17 min 11:13 min |
| 2021                  | Olympische Sommerspiele       | Tokio                 | 4.                    | 10.000 m                  | 27:46,16 min          |
| 2022                  | Hallenweltmeisterschaften     | Belgrad               | 23.                   | 3000 m                    | 7:58,59 min           |
| 2022                  | Weltmeisterschaften           | Eugene                | 7.                    | 10.000 m                  | 27:31,00 min          |
| 2023                  | Crosslauf-Weltmeisterschaften | Bathurst              | 2.                    | 10 km                     | 29:26 min             |
| 2023                  | Weltmeisterschaften           | Budapest              | 4.                    | 10.000 m                  | 27:55,71 min          |
| 2023                  | Weltmeisterschaften           | Budapest              | 8.                    | 5000 m                    | 13:12,99 min          |
| 2024                  | Olympische Sommerspiele       | Paris                 | 2.                    | 10.000 m                  | 26:43,44 min          |

## Persönliche Bestleistungen
Freiluft
- 3000 m: 7:21,28 min, 25. August 2024, Chorzow
- 5000 m: 12:40,45 min, 30. Juni 2023, Lausanne
- 10.000 m: 26:31,13 min, 14. Juni 2024, Nerja

Straße
- 5-km-Lauf: 12:49 min, 31. Dezember 2021, Barcelona; (Weltrekord)
- 10-km-Lauf 26:33 min, 11. März 2023, Laredo; (äthiopischer Rekord)

Halle
- 3000 m: 7:26,20 min, 28. Januar 2021, Karlsruhe